# Бхаґіратхі (рукав Гангу)
Бхаґіратхі (Bhāgirathi) — рукав Гангу, верхня частина рукаву Бхаґіратхі-Хуґлі в індійському штаті Західний Бенгал. Бхаґіратхі зливається з рукавом Джаланґі, формуючи рукав Хуґлі, на якому розташоване місто Колката.
Неподалік від витоків річки біля міста Тілданґа знаходиться дамба Фаракка, що відхиляє частину вод Гангу у канал. Цей канал забезпечує Бхаґіратхі і Хуґлі водою навіть під час сухого сезону. Він йде паралельно Гангу, зливаючись з Бхаґіратхі трохи вище міста Джаханґірпур. В тому ж районі річка відхиляється від Гангу і повертає на південь, протікаючи повз міст Джіаґандж-Азімґандж, Муршідабад і Бахарампур, Катва і Навадвіп. Біля Навадвіпа рукав зливається з Джаланґі і отримує назву Хуґлі.